# Euphyia deangulata
Euphyia deangulata là một loài bướm đêm trong họ Geometridae.